# École César-Franck
École César-Franck (česky Škola Césara Francka) byla hudební škola v Paříži. Byla pojmenována po francouzském hudebním skladateli a varhaníkovi Césaru Franckovi.

## Historie
Školu založili hudební skladatelé Guy de Lioncourt, Louis de Serres, Pierre de Bréville a Marcel Labey, kteří odešli ze Scholy cantorum kvůli neshodám k uměleckému odkazu Vincenta d'Indyho.
Škola byla otevřena 2. ledna 1935 nejprve na Boulevardu Raspail č. 240, poté se 9. března přestěhovala na Boulevard Edgar-Quinet č. 16 a v roce 1941 na adresu Rue Jules-Chaplain č. 3. v 6. obvodu a naposledy v roce 1968 přesídlila do Rue Gît-le-Cœur č. 8. Škola byla uzavřena na konci 80. let po odchodu posledního ředitele Charlese Browna (1898-1988).
Škola vychovala celou řadu kvalitních hudebníků jako byli Charles Brown, René Benedetti, Jean Pagot, Jeanne Joulain, Eliane Lejeune-Bonnier, Antoinette Labye, Michel Chapuis a Denise Chapuis, Élisabeth a Joachim Havard de la Montagne, André Isoir, Paule Piédelièvre, Noëlie Pierront, Charles Pineau, Pierre Kaelin, Louis Aubeux, Roger Calmel, Arlette Mayer-Pize aj.